# Peter von Brentano
Peter von Brentano  (*  22. Mai 1935 in Zürich; † 20. September 2019 in Köln) war ein deutscher experimenteller Kernphysiker (Kernspektroskopie).
Die Familie von Bernard von Brentano war in der Schweiz in Emigration und kehrte nach dem Zweiten Weltkrieg nach Deutschland zurück. Peter von Brentano wuchs in Wiesbaden auf. Er studierte Physik an der Universität Frankfurt; ein Kommilitone war Walter Greiner. Er wandte sich der Kernspektroskopie zu und promovierte 1963 an der Universität Heidelberg bei Wolfgang Gentner, wobei er am Max-Planck-Institut für Kernphysik arbeitete. Als Post-Doktorand war er in Seattle und Texas. 1968 habilitierte er sich in Heidelberg und 1970 bis zur Emeritierung 2000 war er Professor in Köln.